# Drozdawa (rejon orszański)
Drozdawa (biał. Дроздава; ros. Дроздово, Drozdowo) – wieś na Białorusi, w obwodzie witebskim, w rejonie orszańskim, w sielsowiecie Zadrouje.